# Liposcelis rufa
Liposcelis rufa är en insektsart som beskrevs av Edward Broadhead 1950. Liposcelis rufa ingår i släktet Liposcelis och familjen boklöss. Inga underarter finns listade i Catalogue of Life.